# Талдыкум (Актюбинская область)
Талдыкум (каз. Талдықұм) — село в Шалкарском районе Актюбинской области Казахстана. Входит в состав Челкарского сельского округа. Код КАТО — 156447300.

## Население
В 1999 году население села составляло 361 человек (197 мужчин и 164 женщины). По данным переписи 2009 года, в селе проживали 224 человека (119 мужчин и 105 женщин).